# Безопасная шина

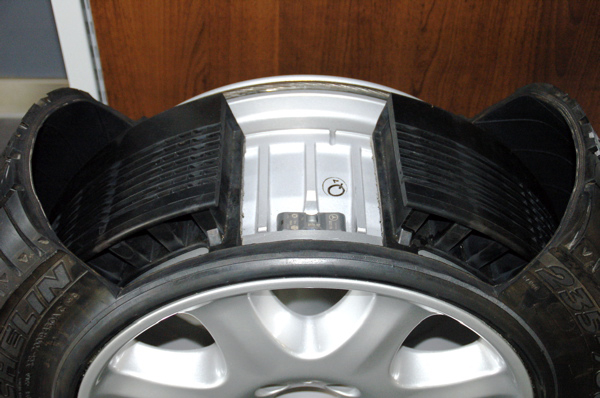
Шина PAX

Безопасная шина (англ. run-flat) — технология, применяемая при производстве автомобильных шин, которая позволяет продолжать движение после прокола шины.
Такие шины обладают усиленными боковинами или дополнительным внутренним опорным кольцом. Наличие специального поддерживающего компонента позволяет им выдерживать вес автомобиля, не оседая, даже будучи спущенными.
На спущенной безопасной шине можно проехать порядка 50 км, если машина полностью загружена. Если в машине находится только водитель, то движение на спущенной шине может продолжаться до 150 км (на скорости не более 80 км/ч). Способность «продлённого пробега» на спущенных шинах позволяет водителям избежать сложной и небезопасной смены колес среди потока машин. По утверждениям производителей, покрышка остаётся пригодной для дальнейшего использования после вулканизации и накачивания до необходимого давления.
По соображениям безопасности безопасные шины могут устанавливаться только на автомобилях с системой электронного контроля устойчивости и датчиком давления воздуха, встроенным в IT-систему или другую систему автомобиля и предупреждающим об изменении давления воздуха в шинах.
Самой первой машиной, проданной с противоспусковыми шинами, была Mini 1275GT, выпущенная в июле 1974 г. В ней использовалась система шин Dunlop Denovo, требующая специальных колёс и снабжённая сверхнизким профилем бортов.

## Боестойкие шины
В особую категорию выделяются боестойкие шины, позволяющие продолжать движение после попаданий пуль и подрывов небольших количеств взрывчатых веществ.